# Alfonso López López
Alfonso López López (Secorún, 16 de noviembre de 1878- Samalús, 3 de agosto de 1936), fue un religioso español de la Orden de Frailes Menores Conventuales. Es venerado como mártir durante la guerra civil española y beato por la Iglesia católica.

## Biografía
Nació en la diócesis de Jaca, fue bautizado con el nombre de Federico. Nombrado en 1906, ingresó en la Orden Franciscana de Granollers. Después de su formación en la ciudad italiana de Osimo en 1908, hizo profesión religiosa y fue ordenado sacerdote allí en 1911. Tomó el nombre monástico de Alfonso. Enviado a Loreto durante tres años (1912-1915), ejerce de confesor. Al regresar al convento de Granollers, se convierte en maestro de postulantes y novicios.
Cuando, tras el estallido de la guerra civil española, comenzó la persecución de los católicos y el 20 de julio de 1936, combatientes de la Federación Anarquista Ibérica incendiaron el monasterio de Granollers, se escondió con amigos. Fue detenido junto con su hermano Miguel Remón Salvador y, a costa de su vida, rechazó la apostasía. Fueron fusilados la noche del 3 de agosto en Samalús.
Fue beatificado en el grupo de José Aparicio Sanz y 232 compañeros, el primero en ser elevado a los altares de la Iglesia católica en el tercer milenio por el papa Juan Pablo II en el Vaticano el 11 de marzo de 2001.
El memorial litúrgico lo celebran los católicos el 3 de agosto y el grupo de mártires el 22 de septiembre.